# Arrondissement Guéret
Das Arrondissement Guéret ist eine Verwaltungseinheit des französischen Départements Creuse innerhalb der Region Nouvelle-Aquitaine. Verwaltungssitz (Präfektur) ist Guéret.
Es besteht aus elf Kantonen und 127 Gemeinden.

## Kantone
- Ahun
- Bonnat
- Bourganeuf
- Boussac (mit 2 von 17 Gemeinden)
- Dun-le-Palestel
- Felletin (mit 3 von 19 Gemeinden)
- Guéret-1
- Guéret-2
- La Souterraine
- Le Grand-Bourg
- Saint-Vaury

## Gemeinden
Die Gemeinden des Arrondissements Guéret sind:
| 1. Ahun (23001)                      | 2. Ajain (23002)                           | 3. Anzême (23004)                         | 4. Arrènes (23006)                  |
| 5. Ars (23007)                       | 6. Augères (23010)                         | 7. Aulon (23011)                          | 8. Auriat (23012)                   |
| 9. Azat-Châtenet (23014)             | 10. Azerables (23015)                      | 11. Banize (23016)                        | 12. Bazelat (23018)                 |
| 13. Bénévent-l’Abbaye (23021)        | 14. Bonnat (23025)                         | 15. Bosmoreau-les-Mines (23027)           | 16. Bourganeuf (23030)              |
| 17. Bussière-Dunoise (23036)         | 18. Ceyroux (23042)                        | 19. Chamberaud (23043)                    | 20. Chambon-Sainte-Croix (23044)    |
| 21. Chamborand (23047)               | 22. Champsanglard (23049)                  | 23. Châtelus-le-Marcheix (23056)          | 24. Châtelus-Malvaleix (23057)      |
| 25. Chavanat (23060)                 | 26. Chéniers (23062)                       | 27. Colondannes (23065)                   | 28. Crozant (23070)                 |
| 29. Dun-le-Palestel (23075)          | 30. Faux-Mazuras (23078)                   | 31. Fleurat (23082)                       | 32. Fransèches (23086)              |
| 33. Fresselines (23087)              | 34. Fursac (23192)                         | 35. Gartempe (23088)                      | 36. Genouillac (23089)              |
| 37. Glénic (23092)                   | 38. Guéret (23096)                         | 39. Jalesches (23098)                     | 40. Janaillat (23099)               |
| 41. Jouillat (23101)                 | 42. La Brionne (23033)                     | 43. La Celle-Dunoise (23039)              | 44. La Cellette (23041)             |
| 45. La Chapelle-Baloue (23050)       | 46. La Chapelle-Saint-Martial (23051)      | 47. La Chapelle-Taillefert (23052)        | 48. La Forêt-du-Temple (23084)      |
| 49. La Pouge (23157)                 | 50. La Saunière (23169)                    | 51. La Souterraine (23176)                | 52. Lafat (23103)                   |
| 53. Le Bourg-d’Hem (23029)           | 54. Le Donzeil (23074)                     | 55. Le Grand-Bourg (23095)                | 56. Le Monteil-au-Vicomte (23134)   |
| 57. Lépinas (23107)                  | 58. Linard-Malval (23109)                  | 59. Lizières (23111)                      | 60. Lourdoueix-Saint-Pierre (23112) |
| 61. Maison-Feyne (23117)             | 62. Maisonnisses (23118)                   | 63. Mansat-la-Courrière (23122)           | 64. Marsac (23124)                  |
| 65. Mazeirat (23128)                 | 66. Méasnes (23130)                        | 67. Montaigut-le-Blanc (23132)            | 68. Montboucher (23133)             |
| 69. Mortroux (23136)                 | 70. Mourioux-Vieilleville (23137)          | 71. Moutier-d’Ahun (23138)                | 72. Moutier-Malcard (23139)         |
| 73. Naillat (23141)                  | 74. Noth (23143)                           | 75. Nouzerolles (23147)                   | 76. Nouziers (23148)                |
| 77. Peyrabout (23150)                | 78. Pontarion (23155)                      | 79. Roches (23162)                        | 80. Royère-de-Vassivière (23165)    |
| 81. Sagnat (23166)                   | 82. Saint-Agnant-de-Versillat (23177)      | 83. Saint-Amand-Jartoudeix (23181)        | 84. Saint-Avit-le-Pauvre (23183)    |
| 85. Saint-Christophe (23186)         | 86. Saint-Dizier-les-Domaines (23188)      | 87. Saint-Dizier-Masbaraud (23189)        | 88. Sainte-Feyre (23193)            |
| 89. Saint-Éloi (23191)               | 90. Saint-Fiel (23195)                     | 91. Saint-Georges-la-Pouge (23197)        | 92. Saint-Germain-Beaupré (23199)   |
| 93. Saint-Goussaud (23200)           | 94. Saint-Hilaire-la-Plaine (23201)        | 95. Saint-Hilaire-le-Château (23202)      | 96. Saint-Junien-la-Bregère (23205) |
| 97. Saint-Laurent (23206)            | 98. Saint-Léger-Bridereix (23207)          | 99. Saint-Léger-le-Guérétois (23208)      | 100. Saint-Martial-le-Mont (23214)  |
| 101. Saint-Martin-Château (23216)    | 102. Saint-Martin-Sainte-Catherine (23217) | 103. Saint-Maurice-la-Souterraine (23219) | 104. Saint-Michel-de-Veisse (23222) |
| 105. Saint-Moreil (23223)            | 106. Saint-Pardoux-Morterolles (23227)     | 107. Saint-Pierre-Bellevue (23232)        | 108. Saint-Pierre-Chérignat (23230) |
| 109. Saint-Priest-la-Feuille (23235) | 110. Saint-Priest-la-Plaine (23236)        | 111. Saint-Priest-Palus (23237)           | 112. Saint-Sébastien (23239)        |
| 113. Saint-Silvain-Montaigut (23242) | 114. Saint-Sulpice-le-Dunois (23244)       | 115. Saint-Sulpice-le-Guérétois (23245)   | 116. Saint-Vaury (23247)            |
| 117. Saint-Victor-en-Marche (23248)  | 118. Saint-Yrieix-les-Bois (23250)         | 119. Sardent (23168)                      | 120. Savennes (23170)               |
| 121. Soubrebost (23173)              | 122. Sous-Parsat (23175)                   | 123. Tercillat (23252)                    | 124. Thauron (23253)                |
| 125. Vareilles (23258)               | 126. Vidaillat (23260)                     | 127. Villard (23263)                      |                                     |

## Ehemalige Gemeinden seit der landesweiten Neuordnung der Kantone
- Bis 2018: Linard, Malval, Saint-Dizier-Leyrenne, Masbaraud-Mérignat
- Bis 2016: Saint-Étienne-de-Fursac, Saint-Pierre-de-Fursac
- Bis 2015: Parsac, Rimondeix

## Neuordnung der Arrondissements 2017

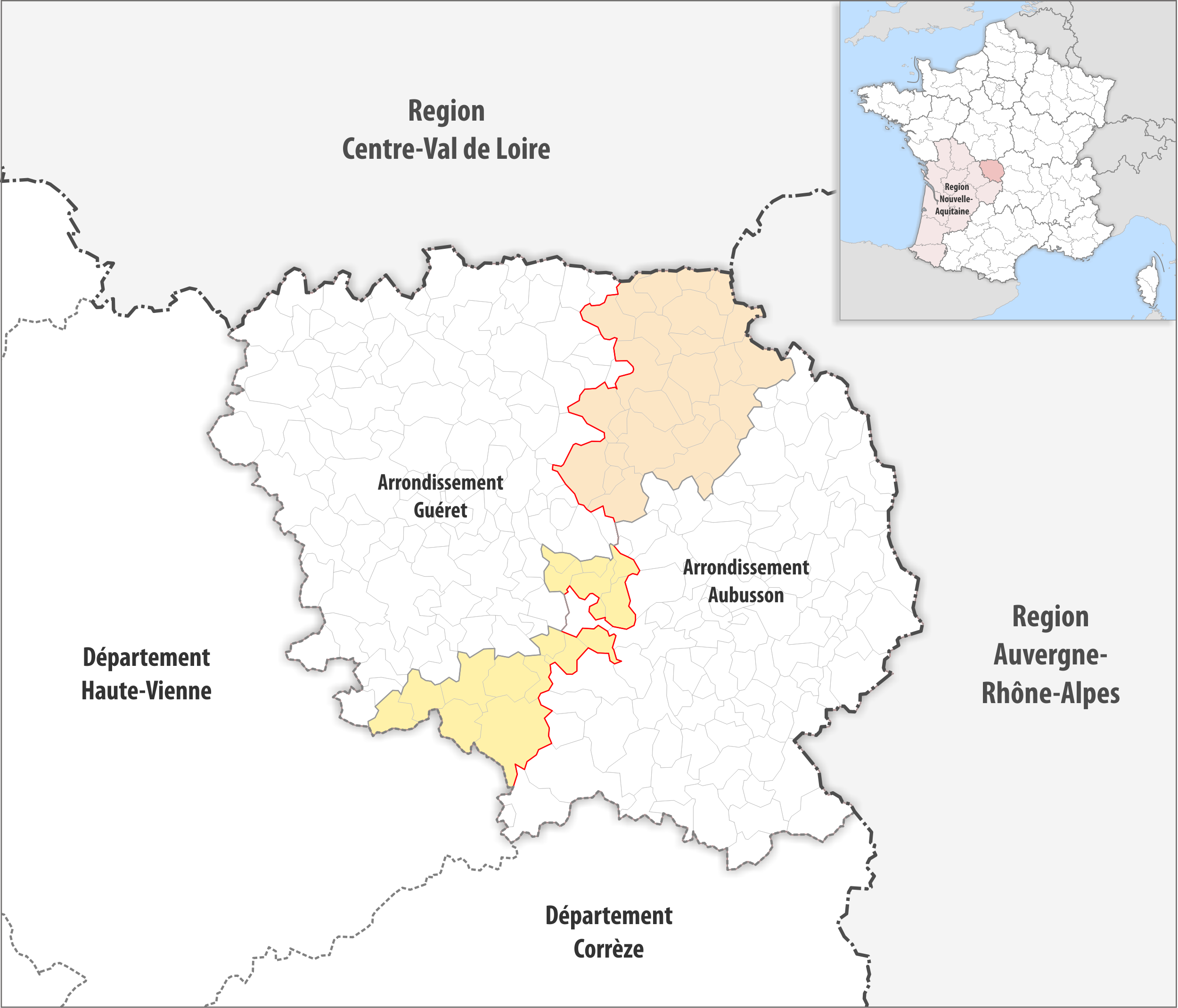
Arrondissementsanpassungen im Jahr 2017

Durch die Neuordnung der Arrondissements im Jahr 2017 wurden die 28 Gemeinden Bétête, Blaudeix, Bord-Saint-Georges, Boussac, Boussac-Bourg, Bussière-Saint-Georges, Clugnat, Cressat, Domeyrot, Gouzon, Jarnages, La Celle-sous-Gouzon, Ladapeyre, Lavaufranche, Leyrat, Malleret-Boussac, Nouzerines, Parsac-Rimondeix, Pierrefitte, Pionnat, Saint-Marien, Saint-Pierre-le-Bost, Saint-Silvain-Bas-le-Roc, Saint-Silvain-sous-Toulx, Soumans, Toulx-Sainte-Croix, Trois-Fonds und Vigeville aus dem Arrondissement Guéret dem Arrondissement Aubusson zugewiesen.
Dafür wechselten die 17 Gemeinden Ars, Banize, Chamberaud, Chavanat, Fransèches, Le Donzeil, Le Monteil-au-Vicomte, Royère-de-Vassivière, Saint-Avit-le-Pauvre, Saint-Junien-la-Bregère, Saint-Martial-le-Mont, Saint-Martin-Château, Saint-Michel-de-Veisse, Saint-Moreil, Saint-Pardoux-Morterolles, Saint-Pierre-Bellevue und Sous-Parsat vom Arrondissement Aubusson zum Arrondissement Guéret.